# Leporinus granti
Leporinus granti är en fiskart som beskrevs av Eigenmann 1912. Leporinus granti ingår i släktet Leporinus och familjen Anostomidae. IUCN kategoriserar arten globalt som livskraftig. Inga underarter finns listade i Catalogue of Life.